# Fry’s Electronics

Fry’s Electronics war eine amerikanische Kaufhauskette mit Hauptsitz im Silicon Valley. Das Unternehmen verkaufte Software, Unterhaltungselektronik, Haushaltsgeräte, Kosmetika, Werkzeuge, Spielzeug, Zubehör, Zeitschriften, Fachbücher und Computerhardware. Fry’s bot Computerreparaturen in den Filialen und kundenspezifische Computerbauleistungen an.
Fry’s begann 1985 mit einer Filiale in Sunnyvale, Kalifornien, die in der Spitze im Jahr 2019 auf 34 Filialen in neun Bundesstaaten expandierte.
Im Jahr 2018 hatte das Unternehmen einen Umsatz von 2,8 Milliarden US-Dollar.
Die Website von Fry’s wurde in den frühen Morgenstunden des 24. Februar 2021 geschlossen und zeigte nur einen Brief, der über die Schließung informierte. Als Gründe wurden die Veränderungen im Einzelhandel und die Herausforderungen durch die COVID-19-Pandemie angegeben.